# 柿沼秀樹
柿沼 秀樹（かきぬま ひでき）は、日本の小説家、漫画原作者。1958年、東京生まれ。元アートミック所属で『機甲創世記モスピーダ』や『メガゾーン23』などのメカニックデザインを担当していた。現在は株式会社DARTS代表。
アートミックに所属する以前に模型雑誌ホビージャパンの編集者として活動した時期があり、同誌がキャラクターモデル中心の誌面構成へと転換するきっかけとなったムック『HOW TO BUILD GUNDAM』の編集にも携わった。その後、同誌の編集者や主力ライターが離脱して立ち上げたモデルグラフィックスに、アートミック企画作品として『スターフロント・ガルフォース』を連載。この作品はモデルグラフィックス創刊時から看板連載として高い人気を誇り、後のOVA『ガルフォース』シリーズの基礎となった。
現在はライトノベルの執筆や漫画の原作を手がける一方、ダーツに所属するアートミック時代からの僚友・小泉聰とともに模型系ムックの企画・編集・執筆でも活躍している。
なお、身につける衣服はすべて「白い物」で統一されているが、その理由はある時、枕元に立った人物からのお告げによるものだという。 

## 作品リスト

### 小説
- ウォー・ジェネレーション　放課後防衛隊（GA文庫（ソフトバンククリエイティブ）刊）
- エクシーダー・ヨーコ（プレリュード文庫（KKベストセラーズ）刊）
- ガッチャマン（ソノラマ文庫、全3巻、1995年刊行）
- キャシャーン（スニーカー文庫（角川書店）刊）、上下巻、1993年刊行
- ガルフォース<地球章>（スニーカー文庫（角川書店）刊）
- グローリー戦記（スニーカー文庫（角川書店）刊、全4巻）
- ジャンクフォース[JUNK FORCE]（メディアファクトリー刊、全5巻）
- ジャンクフォースフロムマーズ[JUNK FORCE from MARS]（メディアファクトリー刊、全2巻）
- 小説 サンダーバード SOS原子力旅客機（1991年、大日本絵画、ISBN 4-4992-0583-2）
- タイムダイバー・ゴーザイバー（スニーカー文庫（角川書店）刊、全4巻）
- デトネイター・オーガン（スニーカー文庫（角川書店）刊、全3巻）
- パワードール（スニーカー文庫（角川書店）刊、全1巻）
- ブラックマジック（GA文庫（ソフトバンククリエイティブ）刊、現在3巻）
- レア・ガルフォース（スニーカー文庫（角川書店）刊）

### 漫画原作
- アリスの照星（長谷川光司画、コミックガム（ワニブックス刊）。ガムコミックスプラス。全4巻）
- JUNK FORCE（ジャンクフォース）（剣祐介画、メディアワークス発行。電撃コミックス。全3巻）
- タイムダイバー・ゴーザイバー（阿部しのぶ画、月刊コミックドラゴン。全2巻）
- トーキョー・リトル・ガナーズ　全3巻

### 脚本
- バブルガムクライシス
- デトネイター・オーガン

### ゲーム
- CARRIER（バックグラウンドストーリー）

### その他
- HOW TO BUILD ホビージャパン ガンプラブームを担った雑誌ができるまで（2019年、ホビージャパン、ISBN 978-4-79-862012-1）